# El verdugo
El Verdugo es una película italo-española de comedia oscura satírica de la nueva ola española de 1963 dirigida por Luis García Berlanga. Fue rodada en blanco y negro, y actualmente es considerada un clásico y uno dos mejores films del cine español. Obtuvo diversos galardones cinematográficos dentro y fuera de España.

## Argumento
Amadeo (José Isbert), el verdugo de la Audiencia de Madrid, conoce a José Luis (Nino Manfredi), un empleado pompas fúnebres que va a recoger al preso que Amadeo acaba de ajusticiar. José Luis no encuentra novia, pues todas las chicas huyen de él cuando se enteran de que trabaja en una funeraria. La hija de Amadeo, Carmen (Emma Penella), tampoco encuentra novio, ya que todos sus pretendientes escapan al enterarse de que su padre es verdugo. Carmen y José Luis se conocen y empiezan una relación que se aseverará cuando Carmen quede embarazada. Amadeo espera que el patronato le conceda un piso por su condición de funcionario, pero se entera de que se lo han denegado porque en el momento de la entrega ya estará jubilado. Él y su hija engatusan a José Luis para aceptar el cargo de verdugo y conservar la vivienda, asegurándole que no tendrá que matar a nadie. Cuando llega una orden de ejecución en Mallorca, José Luis, horrorizado, quiere dimitir, aunque eso signifique perder el piso y devolver las nóminas cobradas. Amadeo y Carmen lo lían otra vez para que espere hasta el último momento, pues el reo está enfermo y seguramente se morirá antes de ser ejecutado. Al final, en una escena memorable, José Luis es llevado a rastras al garrote vil, como si fuese el condenado en lugar del verdugo.

## Reparto
- Nino Manfredi (José Luis)
- Emma Penella (Carmen)
- José Isbert (Amadeo)
- José Luis López Vázquez (Antonio)
- Ángel Álvarez (Álvarez)
- Guido Alberti (director de la prisión)
- María Luisa Ponte (Estefanía)
- Julia Caba Alba (señora de la obra 1.ª)
- María Isbert (Ignacia)
- Erasmo Pascual (funcionario)
- Xan das Bolas (guarda de la obra)
- José Orjas (señor marqués)
- José María Prada (guardián cocina)
- Félix Fernández (sacristán)
- Antonio Ferrandis (jefe de servicios)
- Lola Gaos (señora de la obra 2.ª)
- Santiago Ontañón (académico Corcuera)
- Alfredo Landa (sacristán)
- José Sazatornil (administrador)
- Agustín González (hombre 1.ª riña)
- Goyo Lebrero (hombre 2.ª riña)
- Sergio Mendizábal (hombre elegante)
- Chus Lampreave (señora de la obra 3.ª)
- José Luis Coll (organista)
- Manuel Alexandre (condenado)
- Pedro Beltrán (guarda malhumorado)
- Valentín Tornos (dependiente de la Feria del Libro)
- Elena Santonja (joven en la Feria del Libro)
- Emilio Laguna (agente de aduanas)

## Temas
Junto a Bienvenido, Mister Marshall y Plácido, El verdugo es una de las mejores películas de Berlanga y para muchos, una de las mejores películas del cine español. Es en parte un alegato contra la pena de muerte y en parte una recreación irónica de las contradicciones de la España franquista, realizada en plena era del régimen. Destacan en la película las actuaciones de José Isbert en su papel de verdugo, Nino Manfredi y Emma Penella.

## Localizaciones de rodaje
La película se rodó en exteriores de Madrid y Palma de Mallorca.

## Hechos reales
La escena final se inspira en la ejecución de Pilar Prades Expósito, la «envenenadora de Valencia», llevada a cabo por el verdugo Antonio López Sierra. Curiosamente, años después José Monero también aceptó el puesto de verdugo convencido de que no tendría que ejercer y quiso dimitir cuando fue requerido para las ejecuciones de Heinz Chez y el anarquista Salvador Puig Antich. Finalmente solo pudo llevar a cabo la pena del primero.

## Premios
Medallas del Círculo de Escritores Cinematográficos
| Categoría                | Candidato  | Resultado |
| ------------------------ | ---------- | --------- |
| Mejor argumento original | El verdugo | Ganadora  |

La película obtuvo otros galardones en su momento: el premio de FIPRESCI en el Festival Internacional de Cine de Venecia, el premio de la crítica soviética en el Festival de Moscú, el Premio San Jorge a la mejor película española  y el Premio del Humor Negro de la Academia de Humor francesa. Además, el Sindicato Nacional del Espectáculo distinguió a Emma Penella como mejor actriz.